# وانغ جيا شيانغ
وانغ جيا شيانغ (مواليد 15 أغسطس 1906 - 25 يناير 1974) (بالصينية: 王稼祥) أحد كبار قادة الحزب الشيوعي الصيني في مرحلة مبكرة وعضو في البلاشفة ال28 (28 Bolsheviks). عقد وانغ مجموعة متنوعة من الوظائف رفيعة المستوى في الحزب: خلال الحرب الأهلية كان مدير المكتب العام للجيش الأحمر، عند تأسيس جمهورية الصين الشعبية كان أول سفير في الاتحاد السوفيتي (وأول سفير لجمهورية الصين الشعبية)، ثم أصبح أول رئيس للإدارة الدولية للحزب.

## روابط خارجية
- About Wang Jiaxiang, from Ministry of Foreign Affairs of the People's Republic of China
- "Wang Jiaxiang: 1st ambassador of new China2, from China Daily